# 祝福 (張學友專輯)
《祝福》是香港歌手張學友發行的第六張國語專輯，也是其第19張錄音室專輯。其與上一張國語專輯《吻別》的發行時間距離僅有九個月，然與《吻別》相異的部分是，《祝福》較為重視香港與臺灣音樂人的原創作品，並以專輯同名主打歌曲《祝福》最為知名，其他包括《回頭太難》、《誰想輕輕偷走我的吻》、《最後一封信》與《對你的愛越深就越來越心痛》等歌曲也成為張學友的著名作品。憑此專輯入圍第6屆臺灣金曲獎最佳國語歌曲男演唱人獎。

## 曲目
| 曲序 | 曲目                     |        | 作曲     | 编曲           | 製作人 | 备注                                                                                  | 时长 |
| ---- | ------------------------ | ------ | -------- | -------------- | ------ | ------------------------------------------------------------------------------------- | ---- |
| 1.   | 祝福                     | 丁曉雯 | 郭子     | 王豫民         | 黃慶元 | 香港第一主打                                                                          | 4:37 |
| 2.   | 回頭太難                 | 十一郎 | 張宇     | 孫崇偉         | 黃慶元 | 香港第二主打 作曲者張宇其後再度翻唱此曲並收錄於其專輯《溫故知心》內                   | 5:16 |
| 3.   | 誰想輕輕偷走我的吻       | 陳家麗 | 童安格   | 杜自持         | 歐丁玉 | 原唱為台灣歌手鄭婷 粵語版為《夕陽醉了》                                               | 5:05 |
| 4.   | 最後一封信               | 丁曉雯 | 郭子     | 屠穎           | 黃慶元 |                                                                                       | 4:36 |
| 5.   | 明日約定                 | 謝明訓 | 盧冠廷   | 江建民         | 黃慶元 | 1993年重新編曲灌錄版本 粵語版為《天變地變情不變》                                     | 3:17 |
| 6.   | 好久                     | 紀雨棠 | 張弘毅   | 張弘毅         | 黃慶元 | 公視連續劇《地久天長》主題曲                                                          | 5:00 |
| 7.   | 情到深處                 | 蔣慧琪 | 桑田佳佑 | Alex Dela Cruz | 歐丁玉 | 改編自日本組合南方之星的《旅姿六人衆》 粵語版為《真情流露》 同曲曲目：范逸臣《Piano》 | 5:11 |
| 8.   | 苦戀                     | 謝明訓 | 殷文琦   | 王豫民         | 黃慶元 |                                                                                       | 4:13 |
| 9.   | 愛情的賭徒               | 娃娃   | 陳子鴻   | 孫崇偉         | 黃慶元 |                                                                                       | 3:34 |
| 10.  | 對你的愛越深就越來越心痛 | 蘇越   | 蘇越     | 王豫民         | 黃慶元 | 原唱為大陸歌手黃格選                                                                  | 4:38 |

## 影響
在張學友推出大碟《吻別》后，其音樂影響力已經覆蓋大中華地區，正式推出唱片《祝福》前，香港，台灣，新加坡以及海外市場紛紛向寶麗金唱片公司預訂多張唱片訂單。而唱片在推出后亦好評如潮，成為歷史上銷量最高的華語唱片之一，許多歌曲成為經典的華語歌曲。
單曲《祝福》為郭子作曲，丁曉雯填詞，不僅拿下1994年的多個樂壇獎項，更加成為張學友個人在其歌唱生涯中最重要的國語歌曲之一，自1993年到其後每當學生畢業亦會有此曲寓意深長的歌詞和優美的旋律來表達自己對同學，母校的不捨，而這也是張學友悼念好友梅艷芳的歌曲。
張學友曾數次在公開場合演唱過單曲《祝福》，包括其數個個人演唱會，賑災義演的公益場合，在2000年的台北市新年演出中更是和曾任中華民國總統，時任台北市市長的馬英九合唱，而馬英九當時亦表示《祝福》是他最喜歡的中文流行音樂。
另外，亦有多位歌手曾經翻唱過《祝福》，包括2009年曾被日本著名實力派女歌手小野麗莎翻唱。而台灣音樂人周杰倫曾經在接受中國大陸卓越網訪問時表示，“張學友的每一首歌都喜歡，但是最喜歡唱《苦戀》，但這首歌在當時并沒有很流行”。
流行一時的歌曲包括有台灣音樂人張宇與十一郎專程為張學友量身打造的《回頭太難》，歌詞催人淚下的《最後一封信》，以及在中國大陸流行一時的《對你的愛越深就越來越心痛》，由童安格作曲的《誰想輕輕偷走我的吻》（粵語：《夕陽醉了》）等。當時亦有人表示，由於其他歌曲的影響力太大，而導致整張唱片的一些具有優質素質的歌曲未能一起流行。

## 發行版本
- 台灣版 (1993)
- 香港推出之日本天龍製24K金碟版 (1994)
- 日本版 (1995)

## 獎項
- 1994年度十大中文金曲頒獎典禮

- 「優秀國語歌曲銀獎」：《祝福》

- 1994年度叱咤樂壇流行榜頒獎典禮得獎名單

- 「第十五位叱吒樂壇播放率最高創作歌曲」：《祝福》

- 1994年度台灣金曲獎頒獎典禮

- 「最佳年度歌曲獎」：《祝福》